# Anoplodactylus minusculus
Anoplodactylus minusculus is een zeespin uit de familie Phoxichilidiidae. De soort behoort tot het geslacht Anoplodactylus. Anoplodactylus minusculus werd in 1970 voor het eerst wetenschappelijk beschreven door Clark. 